# Baloutchistan (Afghanistan)
Pour les articles homonymes, voir Baloutchistan.

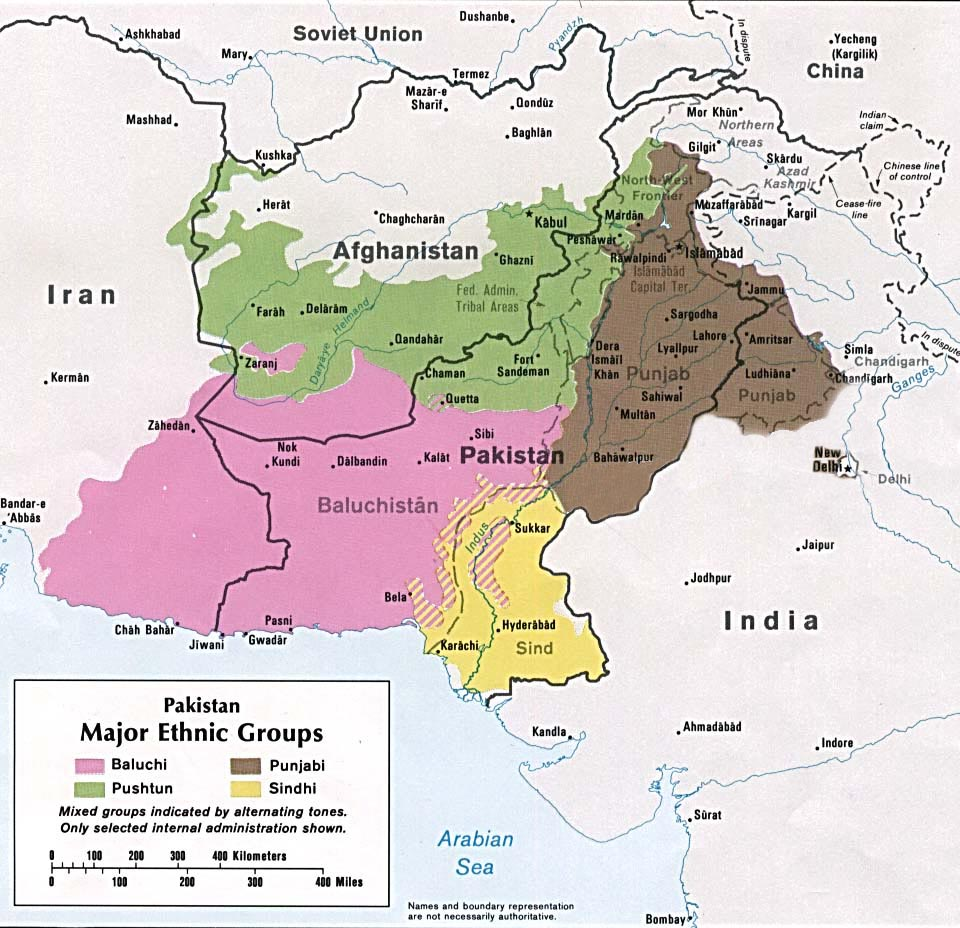
Principaux groupes ethniques au Pakistan et dans les régions avoisinantes en 1980, les Baloutches étant représentés en rose.

Le Baloutchistan (en arabe : گۏریچی بلۏچستان), ou Baloutchistan afghan, est une région montagneuse aride qui comprend une partie du sud et du sud-ouest de l'Afghanistan. Il s'étend au sud-est de l'Iran et à l'ouest du Pakistan et est nommé d'après le peuple baloutche,.

## Géographie
Le Baloutchistan afghan comprend la province de Nimroz, au sud de la province de Helmand et de la province de Kandahar, en Afghanistan.

## Démographie
La population baloutche en Afghanistan est d'environ 600 000 individus, dont 400 000 locuteurs baloutches et 200 000 locuteurs brahoui. La majorité des Baloutches vivent dans le sud de l'Afghanistan. Les locuteurs balotches sont pour la plupart installés dans la province de Nimroz. Les locuteurs du brahui habitent principalement la province de Kandahar. Dans le Helmand, les Balotches de langue baloutche et les Baloutches de langue brahoui se mêlent. Dans d'autres régions d'Afghanistan, les Balouches parlent le pachto et le dari.